# ヤロスラフ3世
ヤロスラフ3世（Ярослав III Ярославич, 1230年 - 1271年）は、最初トヴェリ公（在位：1247年 - 1271年）、兄の死後ウラジーミル大公（在位：1263年 - 1271年）。ヤロスラフ2世の子で、ロシアの英雄と言われるアレクサンドル・ネフスキーの弟。トヴェリ公国の祖で、彼の血筋が1485年までトヴェリ公国を引き継いだ。息子は、モスクワのユーリー3世のライヴァルであり、サライで処刑されたミハイル公。

## 生涯
兄に仕えて、ヴォルガ川の河港都市トヴェリ（現在のモスクワ北西部）の公として同国の統治に当たった。アレクサンドルの弟だけあって、政治手腕に優れており、彼の統治のもとでトヴェリは大いに発展したと言われている。1263年の兄の死後、ウラジーミル大公として後を継ぎ、兄と同じくモンゴル帝国の地方政権であるジョチ・ウルスを宗主国として、親モンゴル的政策を継続した。1271年、42歳で死去する。ウラジーミル大公の位を継いだのは弟のヴァシーリー・ヤロスラヴィチであり、ヤロスラフの息子ミハイルはトヴェリ公位を次いだ。
アレクサンドルとヤロスラフ3世の兄弟仲は良かったが、彼らの死後その家系は互いに対立し、同族争いを繰り広げた。